# Rachanie (gmina)
Rachanie – gmina wiejska w województwie lubelskim, w powiecie tomaszowskim. W latach 1975–1998 gmina położona była w województwie zamojskim.
Siedziba gminy to Rachanie.
Według danych z 30 czerwca 2004 gminę zamieszkiwało 5805 osób.

## Ochrona przyrody
Na obszarze gminy znajduje się rezerwat przyrody Przecinka chroniący starodrzew bukowy z licznymi sędziwymi o okazałych rozmiarach drzewami.

## Struktura powierzchni
Według danych z roku 2002 gmina Rachanie ma obszar 94,05 km², w tym:
- użytki rolne: 72%
- użytki leśne: 21%

Gmina stanowi 6,32% powierzchni powiatu.

## Demografia

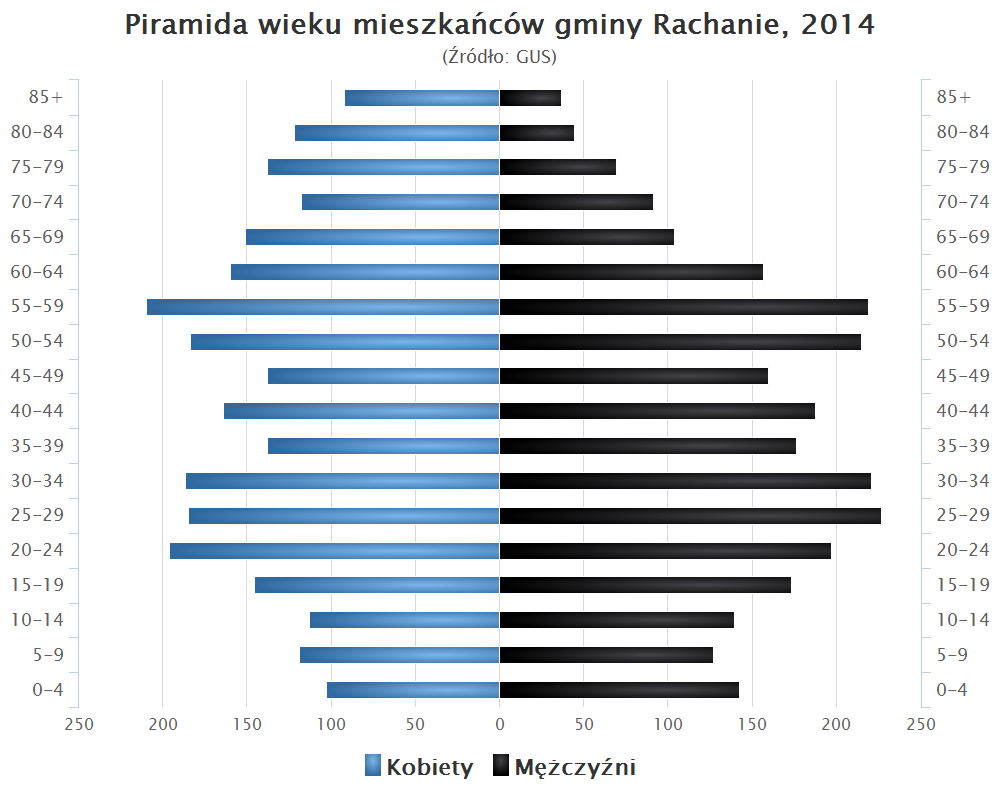
Piramida wieku mieszkańców gminy Rachanie w 2014 roku

Dane z 15 kwietnia 2008:
| Opis                              | Ogółem | Ogółem | Kobiety | Kobiety | Mężczyźni | Mężczyźni |
| --------------------------------- | ------ | ------ | ------- | ------- | --------- | --------- |
| jednostka                         | osób   | %      | osób    | %       | osób      | %         |
| populacja                         | 5898   | 100    | 2960    | 50      | 2938      | 50        |
| gęstość zaludnienia (mieszk./km²) | 61,7   | 61,7   | 30,9    | 30,9    | 30,8      | 30,8      |

## Sołectwa
Grodysławice, Grodysławice-Kolonia, Józefówka, Kozia Wola, Michalów, Michalów-Kolonia, Pawłówka, Rachanie, Siemierz, Siemnice, Werechanie, Wożuczyn, Wożuczyn-Cukrownia, Zwiartówek.

## Pozostałe miejscowości
Falków, Kalinów, Kociuba, Korea, Pawłówka-Gajówka, Rachanie-Kolonia, Sojnica, Werechanie-Gajówka, Werechanie-Kolonia, Zwiartówek-Kolonia.

## Sąsiednie gminy
Jarczów, Komarów-Osada, Krynice, Łaszczów, Tarnawatka, Tomaszów Lubelski, Tyszowce